# Іващенко Уляна Петрівна
Іващенко Уляна Петрівна (рос. Иващенко Ульяна Петровна, нар. 18 жовтня 2002, Москва, Росія) — російська кіноактриса та блогер. Популярність отримала завдяки ролі Жені Ковальової в першому і другому сезонах телесеріалу «Свати».

## Біографія
Уляна Іващенко народилась 18 жовтня 2002 року в Москві. Батьки дівчинки — актори. Батько — актор озвучування і дубляжу, диктор Петро Іващенко. Мама Уляни — актриса Московського драматичного театру «Бенефіс» Інна Корольова, яка втілила в «Сватах» образ екранної мами дівчинки.
Уляна навчається в московській гімназії № 13. Вивчає акторську майстерність в «Центрі дитячої творчості на Набережній», працює на «Дитячому радіо».